# Střelná (Košťany)
Střelná (německy Strahl) je vesnice, část města Košťany v okrese Teplice. Nachází se 1,5 km severně od Košťan.

## Název
Název vesnice je nejspíše odvozen z názvu potoka (Střelná nebo Střelný potok), resp. lesa, který byl tímto potokem obtékán. Les  Střílný je k roku 1588 doložen jako součást bílinského panství. V historických pramenech se jméno objevuje ve tvarech: Strele (1398), w Strzilnym (1544), w Stržylnym (1583), Strzilney (1583), okolo Stržilneho (1583), Strzilno (1592), Strahl (1787, 1833), Střelné, Střílné či Strahl (1848) a Střelné nebo německy Strahl (1854).

## Historie
První písemná zmínka o Střelné pochází z roku 1398.
Dnes se z velké části jedná o ucelený komplex bytových domů z padesátých let 20. století, kdy byla vybudováno sídliště Střelná, které mělo původně sloužit jako dočasný obytný prostor pro obyvatele bydlící v oblastech postupující hnědouhelné těžby. Historicky staršími součástmi Střelné jsou lokality složené z rodinných domů Na Hampuši a U kapličky a Zámeček.[zdroj⁠?!]

## Obyvatelstvo
Při sčítání lidu v roce 1921 zde žilo 563 obyvatel (z toho 272 mužů), z nichž bylo 46 Čechoslováků, 503 Němců a čtrnáct cizinců. Většina jich byla římskými katolíky, ale žilo zde také 42 evangelíků, jeden člen církve československé a devět lidí bez vyznání. Podle sčítání lidu z roku 1930 měla vesnice 775 obyvatel: 103 Čechoslováků, 649 Němců, jeden příslušník jiné národnosti a 22 cizinců. Většina se hlásila k římskokatolické církvi, ale žilo zde také 62 evangelíků, osm členů církve československé a 58 lidí bez vyznání.
|                                                                  | 1869 | 1880 | 1890 | 1900 | 1910 | 1921 | 1930 | 1950 | 1961  | 1970  | 1980  | 1991 | 2001  | 2011  |
| ---------------------------------------------------------------- | ---- | ---- | ---- | ---- | ---- | ---- | ---- | ---- | ----- | ----- | ----- | ---- | ----- | ----- |
| Obyvatelé                                                        | 311  | 467  | 612  | 665  | 636  | 563  | 775  | 690  | 1 755 | 1 501 | 1 277 | 908  | 1 101 | 1 166 |
| Domy                                                             | 43   | 59   | 68   | 72   | 73   | 76   | 113  | 160  | .     | 190   | 176   | 190  | 198   | 211   |
| Počet domů z roku 1961 je zahrnut v domech místní části Košťany. |      |      |      |      |      |      |      |      |       |       |       |      |       |       |

## Další fotografie

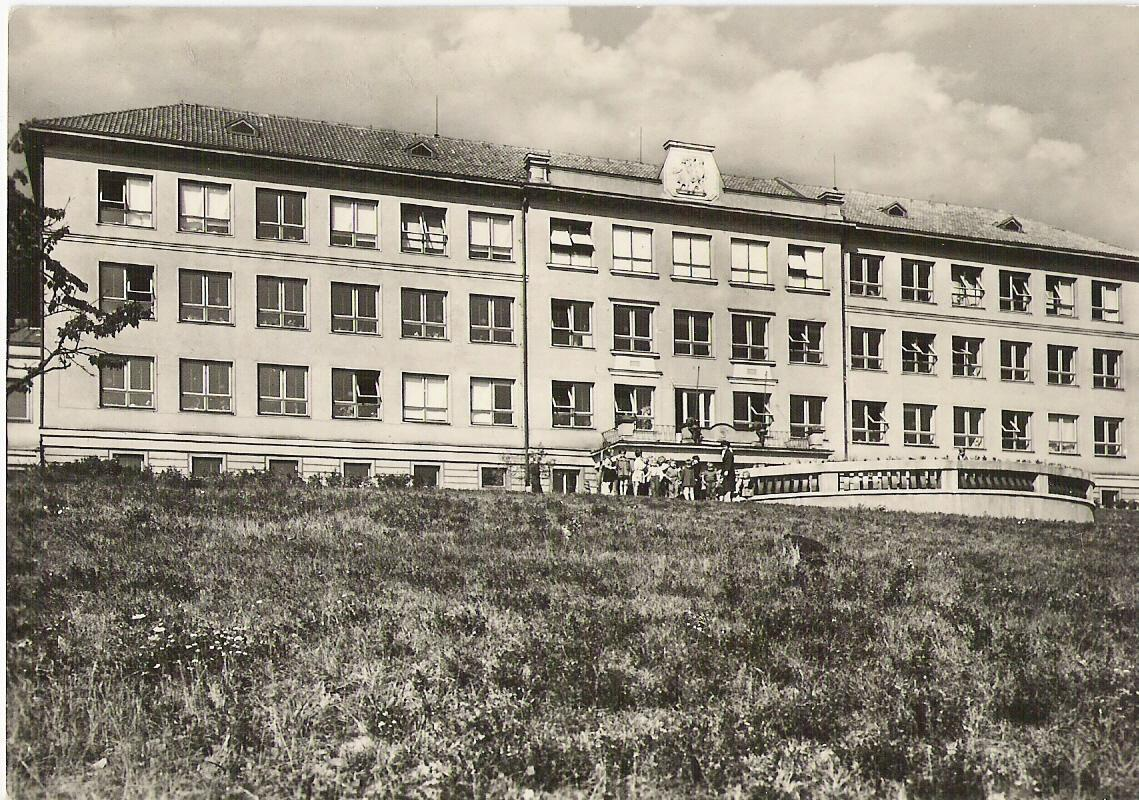
Budova bývalé školy ZDŠ Střelná
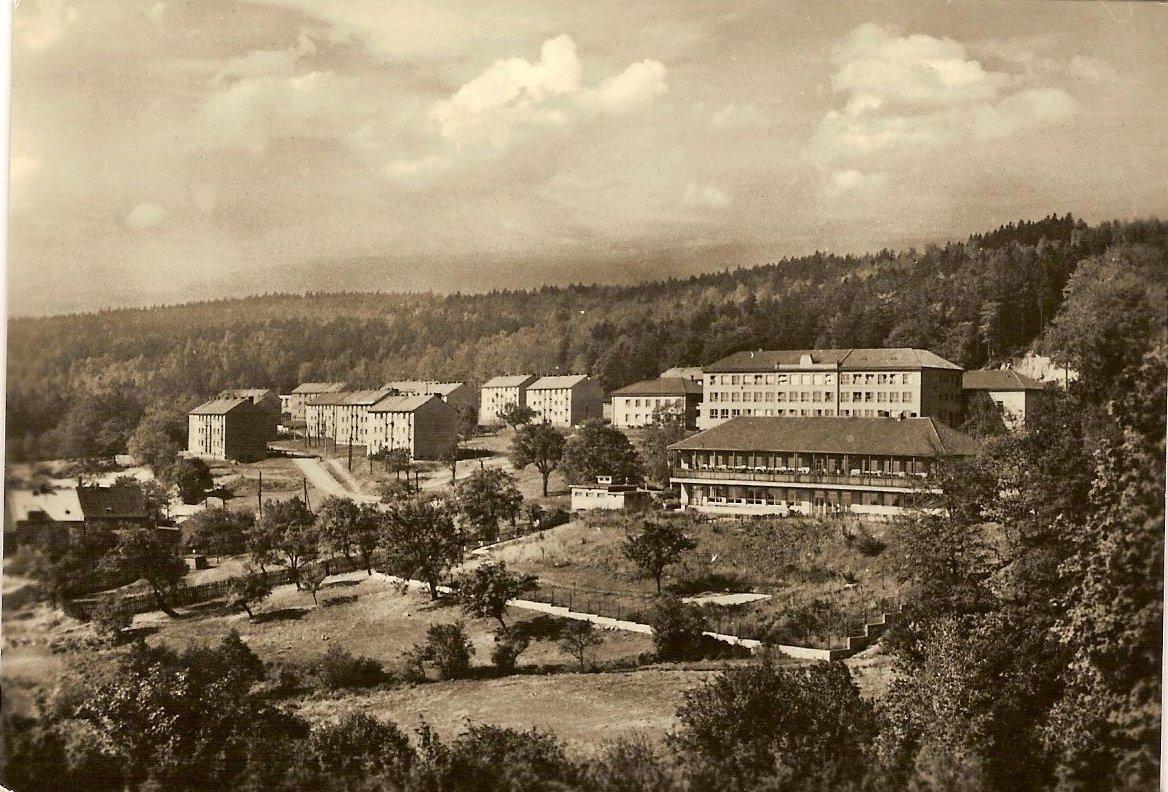
Sídliště Střelná v 60. letech 20. století
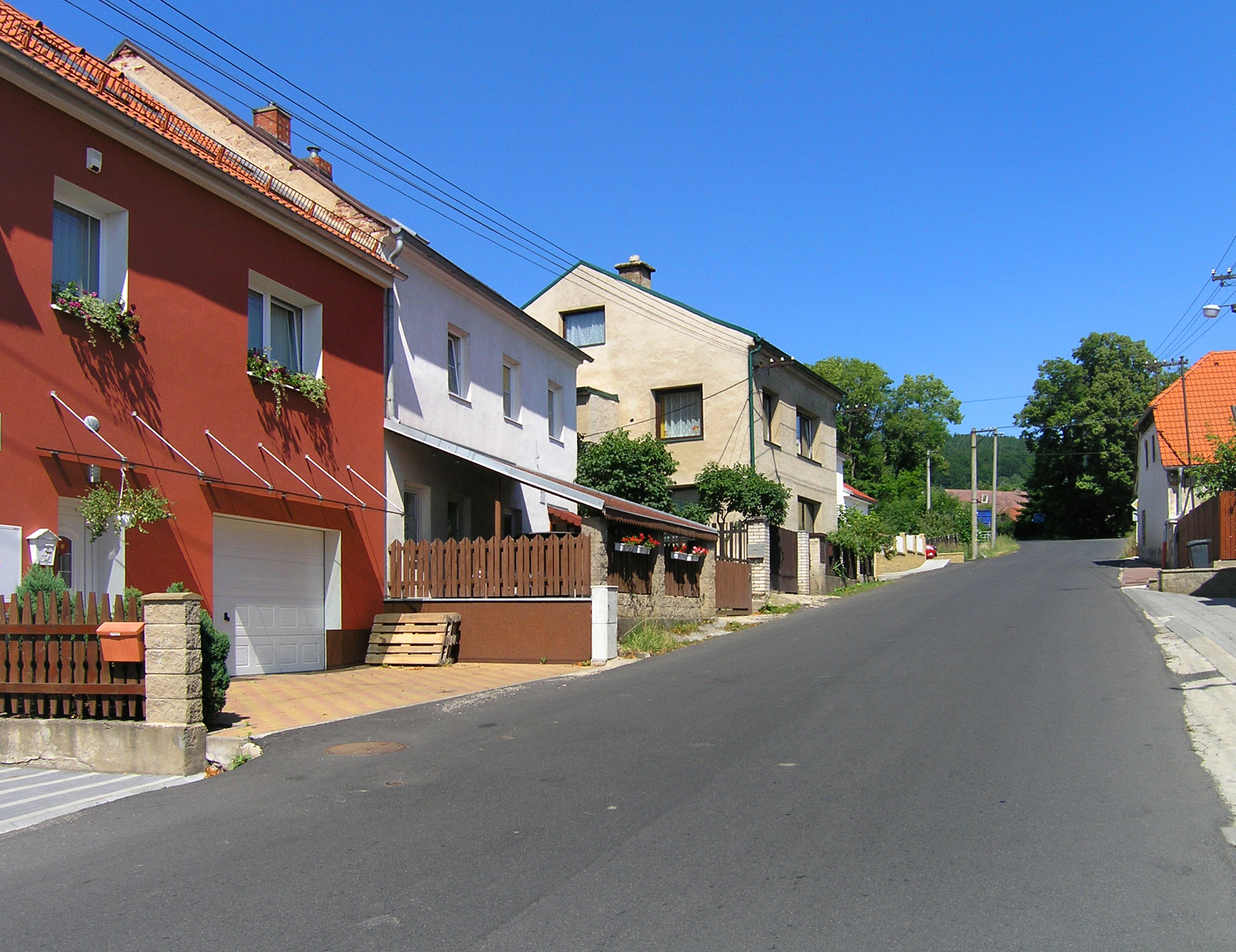
Jižní část Střelné
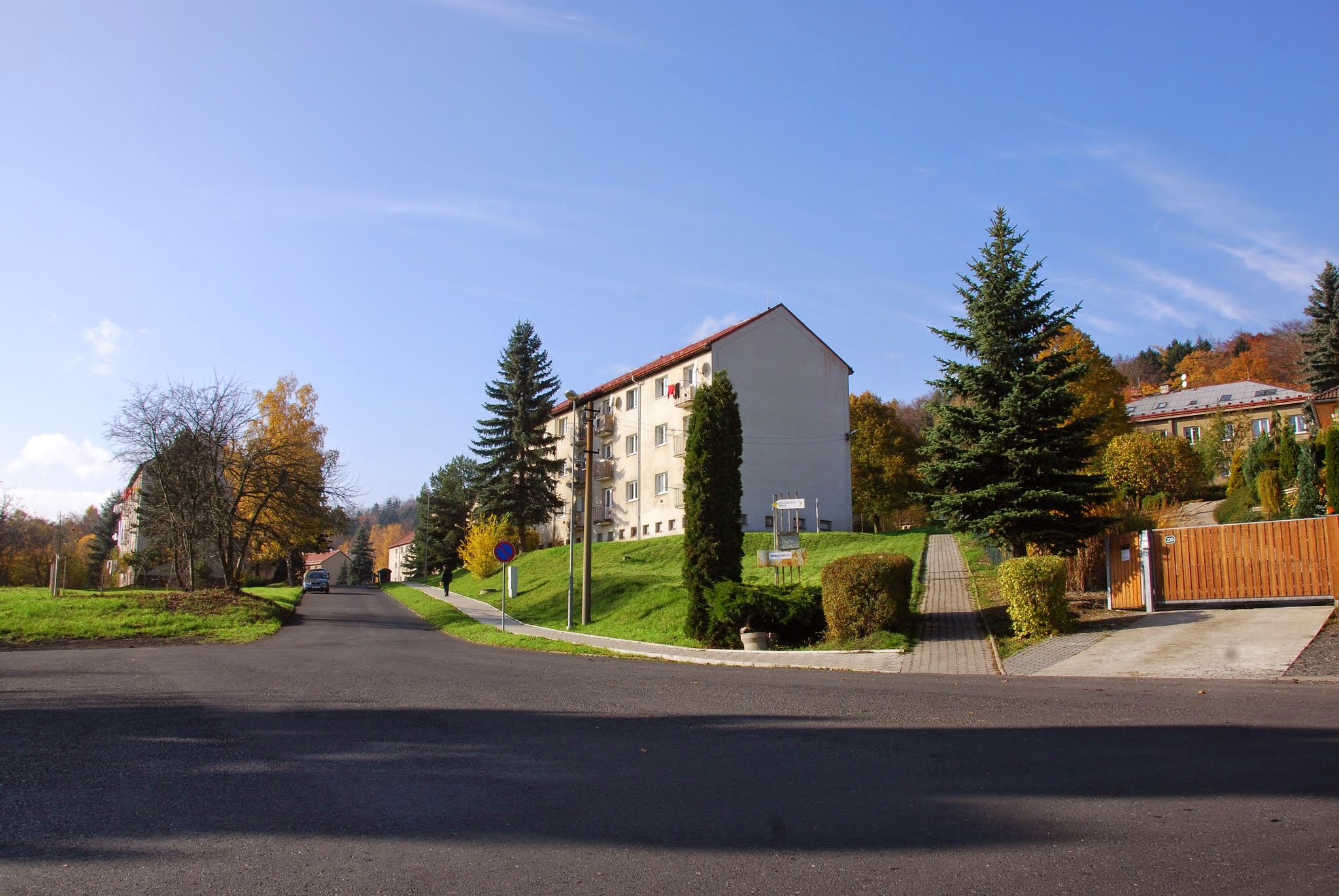
Sídliště Střelná v listopadu 2014